# Grimpoteuthis
Grimpoteuthis is een geslacht van octopussen in de familie Opisthoteuthidae. Ze worden wel Dombo-octopussen genoemd omdat hun vinnen lijken op de oren die de Disneyfiguur Dombo gebruikt om te vliegen. De dieren komen voor op de continentale helling en leven op diepten van 3000 tot 4000 meter. Ze gaan enkel naar de zeebodem om zich te voeden met slakken, wormen, tweekleppigen, eenoogkreeftjes en andere kreeftachtigen. Ze bewegen zich voort door hun grijparmen te pulseren of door met hun oorachtige vinnen te bewegen en kunnen beide technieken simultaan gebruiken. De vrouwtjes kunnen het hele jaar door eitjes leggen. In het geslacht worden 14 soorten onderscheiden.

## Soorten
- Grimpoteuthis abyssicola O'Shea, 1999
- Grimpoteuthis bathynectes Voss & Pearcy, 1990
- Grimpoteuthis boylei Collins, 2003
- Grimpoteuthis challengeri Collins, 2003
- Grimpoteuthis discoveryi Collins, 2003
- Grimpoteuthis hippocrepium (Hoyle, 1904)
- Grimpoteuthis imperator Ziegler & Sagorny, 2021[1]
- Grimpoteuthis innominata (O'Shea, 1999)
- Grimpoteuthis meangensis (Hoyle, 1885)
- Grimpoteuthis megaptera (Verrill, 1885)
- Grimpoteuthis pacifica (Hoyle, 1885)
- Grimpoteuthis plena (Verrill, 1885)
- Grimpoteuthis tuftsi Voss & Pearcy, 1990
- Grimpoteuthis umbellata (P. Fischer, 1884)
- Grimpoteuthis wuelkeri (Grimpe, 1920)

### Synoniemen
- Grimpoteuthis albatrossi (Sasaki, 1920) => Opisthoteuthis albatrossi (Sasaki, 1920)
- Grimpoteuthis antarctica Kubodera & Okutani, 1986 => Cirroctopus antarcticus (Kubodera & Okutani, 1986)
- Grimpoteuthis bruuni Voss, 1982 => Opisthoteuthis bruuni (Voss, 1982)
- Grimpoteuthis caudani (Joubin, 1896) => Opisthoteuthis grimaldii (Joubin, 1903)
- Grimpoteuthis glacialis (Robson, 1930) => Cirroctopus glacialis (Robson, 1930)
- Grimpoteuthis mawsoni (Berry, 1917) => Cirroctopus mawsoni (Berry, 1917)
- Grimpoteuthis umbellatus (Fischer, 1884) => Grimpoteuthis umbellata (P. Fischer, 1884)